# Йорданський динар
Йорданський динар (араб. دينار أردني, фр. Dinar jordanien) — офіційна валюта Йорданії. Поділяється на 100 піастрів (киршів), які в свою чергу поділяються на 10 філсів, тобто 1 динар = 1000 філсів. В обігу перебувають монети номіналом 1⁄2, 1, 2 1⁄2, 5, 10 піастрів, 1⁄4, 1⁄2, 1 динар та банкноти номіналом 1, 5, 10, 20, 50 динарів. Умовне позначення динара — JD.

## Історія
До 1950 року Йорданія використовувала як розрахункову одиницю палестинський фунт, яку 1 липня 1950 року замінив динар.

## Банкноти
| Серія 2002 року | Серія 2002 року | Серія 2002 року | Серія 2002 року | Серія 2002 року      | Серія 2002 року                    | Серія 2002 року                                           | Серія 2002 року |
| Зображення      | Зображення      | Номінал (динар) | Розміри (мм)    | Основні кольори      | Опис                               | Опис                                                      | Дата друку      |
| Аверс           | Реверс          | Номінал (динар) | Розміри (мм)    | Основні кольори      | Аверс                              | Реверс                                                    | Дата друку      |
| --------------- | --------------- | --------------- | --------------- | -------------------- | ---------------------------------- | --------------------------------------------------------- | --------------- |
|                 |                 | 1               | 74 х 133        | зелений, жовтий      | Портрет шаріфа Хусейна ібн Алі     | Орден Відродження та прапор великого арабського повстання | 2003            |
|                 |                 | 5               | 74 х 137        | жовтий, помаранчевий | Портрет короля Абдалли бін Хусейна | Палац у Маані                                             | 2002            |
|                 |                 | 10              | 74 х 141        | синій, блакитний     | Портрет короля Талала бін Абдалли  | Будівля першого парламенту країни                         | 2002            |
|                 |                 | 20              | 74 х 145        | синій, зелений       | Портрет короля Хусейна бін Талала  | Мечеть Омара                                              | 2003            |
|                 |                 | 50              | 74 х 149        | коричневий, жовтий   | Портрет короля Абдалли II          | Палац Рагадан                                             | 2003            |